# Verticordia albida
Verticordia albida är en myrtenväxtart som beskrevs av Alexander Segger George. Verticordia albida ingår i släktet Verticordia och familjen myrtenväxter. Inga underarter finns listade i Catalogue of Life.